# Černíkov
Černíkov é uma comuna checa localizada na região de Plzeň, distrito de Klatovy.